# 카자흐스탄 육군
카자흐스탄 육군(카자흐어: Қазақстан Құрлық әскерлері; 러시아어: Сухопутные войска Казахстана)은 카자흐스탄군의 육상 업무 부서이다. 3개의 통일된 군 업무 중 하나이며, 우선순위 순으로 카자흐스탄군의 가장 고위급 부서이다. 육군의 주요 임무는 다음과 같은 병력의 침략 격퇴 태세 유지, 카자흐스탄의 영토 보전 및 주권 수호, 국가 및 군사 시설 보호, 평화 유지 임무 등이다. 임무에서 주로 육전 및 연합 무기 작전에 종사하며, 장갑 및 기계화 작전은 물론 공수 및 공중 공격 작전에 참여한다. 총참모부 소속인 육군 최고사령관이 수장을 맡고 있다.

## 역사

### 소련 시대
투르키스탄 군관구의 많은 대규모 부대들은 1960년대 투르크멘 소비에트 사회주의 공화국에서 카자흐스탄 동부로 재배치되었다. 해체 직전, 옛 32군단인 제40군단(소련)은 78전차사단, 제5202무기장비저장기지(1989년 이전, 제71전차소총사단), 우스트카메노고르스크의 제5203저장기지(1989년 이전, 제155전차소총사단), 카라간다의 제5204저장기지(1989년 이전, 자포로제 킨간 제203전차소총사단), 제69전차사단, 제10보루구역으로 구성되었다. 제69전차사단과 제10보루구역은 1992년에 모두 해체되었다.
동카자흐스탄주 악토게이에 본부를 둔 제57 분리공수여단은 카자흐스탄에 본부를 둔 소련 공수군의 유일한 부대였다.

### 독립 이후
카자흐스탄 육군은 1993년 4월 9일 국방부 장관 사가다트 누르마감베토프의 명령에 의해 창설되었다. 이는 카자흐스탄군 구조의 법적 근거가 되는 "카자흐스탄 공화국의 국방과 무장에 관한 법률" 제정에 따른 것이다. 카자흐스탄군이 1992년 5월 카자흐스탄 정부의 통제 하에 들기 전까지 수년 동안 카자흐 소비에트 사회주의 공화국에서 복무해 온 소련 32군으로 구성되어 옛 소련군 구조가 보존되었다. 그 달 5203 군사 장비 저장 기지(이전의 155 기관총 사단)를 기반으로 세미팔라트스크 지역의 게오르기예프카 정착촌에 제511 기관총 연대가 배치되어 재구성되었다.

## 구조

### 포병 및 미사일 부대
카자흐스탄의 포병 및 미사일 부대는 1992년 소련군 중앙아시아 군구의 미사일 부대와 포병 본부를 기반으로 결성되었다. 처음에 그들은 구조적으로 국방부의 특수 부대에 속했고, 그 다음에는 범용 부대에 속했다. 2003년부터 그들은 지상군 산하의 별도의 군으로 운영되었다. 부대와 부대는 82mm부터 300mm까지 직경의 모든 필요한 유형의 미사일 및 포병 시스템을 갖추고 있다.
포병부는 매년 최대 60명의 장교-포병사를 졸업하는 1993년부터 지상군 군사원에서 운영되고 있다. 2014년에는 국립 국방 대학교에 기초하여 미사일 부대 및 포병부가 만들어졌다. 이 프로필의 전문 장교들은 상트페테르부르크의 미하일롭스카야 군사 포병 학교에서도 훈련을 받는다. 추가적으로, 병력은 카라간다 주립 기술 대학과 알마티 사트바예프 대학교의 군사 부서 졸업생들에 의해 보충된다. 1998년, 마티불락 훈련장에서 3기의 토치카-U 전술 미사일이 발사되었고, 이는 누르술탄 나자르바예프 대통령에 의해 수행된 첫 번째 로켓 발사였다. 2002년, 사리샤간 훈련장에서 로켓군의 작전-전술 훈련과 "조국의 방패" 포병 훈련이 열렸다.
현재 지휘관은 아스카르 졸라마노프 대령이다. 11월 19일은 미사일 부대와 포병의 날로 기념된다.